# Castillo de Campogrande
El ‘castillo de Campogrande', conocido popularmente como el castillo de Blimea o fortaleza de La Cabezada, está situado en las cercanías de la población de Blimea, en el municipio asturiano de San Martín del Rey Aurelio. Actualmente se encuentra en estado de ruina.

## Historia
Probablemente su origen se encuentra en una de las torres defensivas que se alzaban a lo largo del Valle del Nalón, construidas por los romanos. Parece ser que en época medieval, en torno al siglo XIV, se construyó el castillo aprovechando el asentamiento defensivo anterior. Existe una leyenda sobre su dueño y la hija de este, Florinda, que acabó suicidándose por amor. 

Después de caer en el abandono, ese lugar sirvió de asentamiento para el lugar que ocuparía el castillo, que al principio no era un castillo propiamente dicho, sino una casona. 

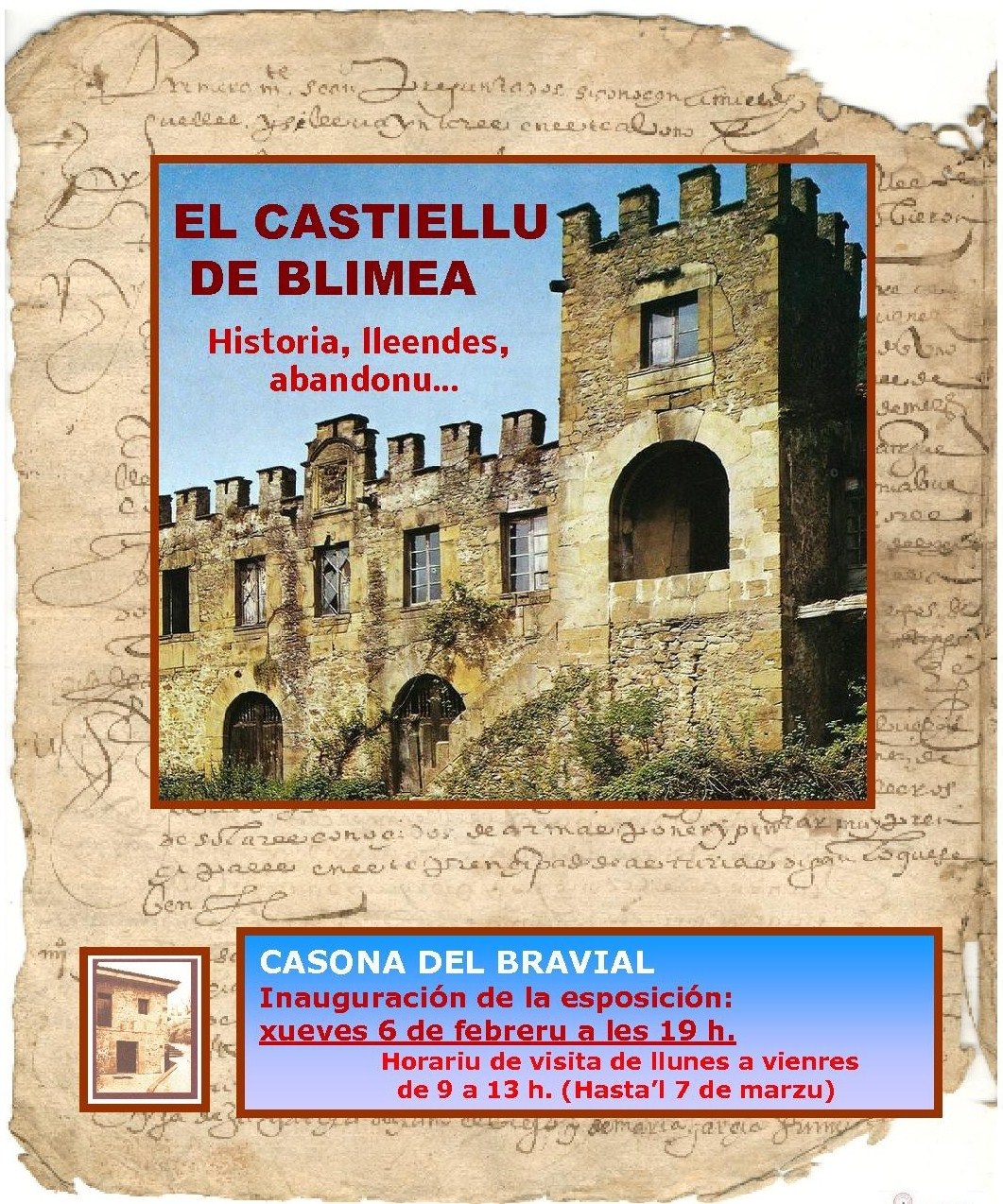
Exposición sobre el Castillo de Blimea

Fueron los antepasados de los Fernández Miranda, procedentes del concejo de Quirós, sus primeros habitantes de los que se tiene constancia, que llegarían a Blimea entre los siglos XI y XII, asentándose en primer lugar en la conocida como Casona del Bravial. Tiempo después, en el año 1496, descendientes de esta misma familia trasladarían su residencia al lugar que ocupaba el castillo en La Cabezada. Es precisamente ese año el último en el que se encuentran referencias escritas sobre los Fernández Miranda. Los siguientes moradores del lugar son Garci González y Teresa Fernández de Ciaño, que van a fundar el mayorazgo de los García Argüelles de La Cabezada. Los García Argüelles quedaron sin descendencia, y los bienes pasaron a la familia Fernández Miranda y Llano Ponte, de Grado.[cita requerida]
Ya en el siglo XIX, encontrándose en ruinas, fue rescatado y reconstruido por el vizconde de Campogrande, Álvaro Fernández de Miranda, para convertirlo en su residencia. Durante dicha reconstrucción se le añadieron almenas y una torre que imitaba una primitiva torre defensiva.

## Decadencia
Durante la Revolución de 1934 y la Guerra Civil Española, fue asaltado. Según algunos testimonios, habría sido el socialista Belarmino Tomás el que ordenase el saqueo de los valiosos muebles y obras de arte. Más tarde sería asaltada la biblioteca por parte de los sublevados.
Tras la Guerra Civil el castillo permaneció habitado hasta la década de 1970. Desde entonces quedó abandonado definitivamente y el paso del tiempo hizo que hoy nada más queden unos pocos restos. Entre las causas de su derrumbe se habla de que el edificio sufrió daños con motivo de las explotaciones del pozo San Mamés, en Sotrondio o también por la construcción de la carretera que va al cementerio.

## El escudo
El castillo tenía un escudo que se encontraba en la línea de almenas. Ese escudo ya existía antes de la reconstrucción que hizo el vizconde de Campogrande en 1897, cuando convirtió la casona en castillo. 
Como el resto del edificio, acabó cayendo y desapareció. Años más tarde el ayuntamiento de San Martín del Rey Aurelio hizo una reproducción de dicho escudo.[cita requerida]

## Exposición

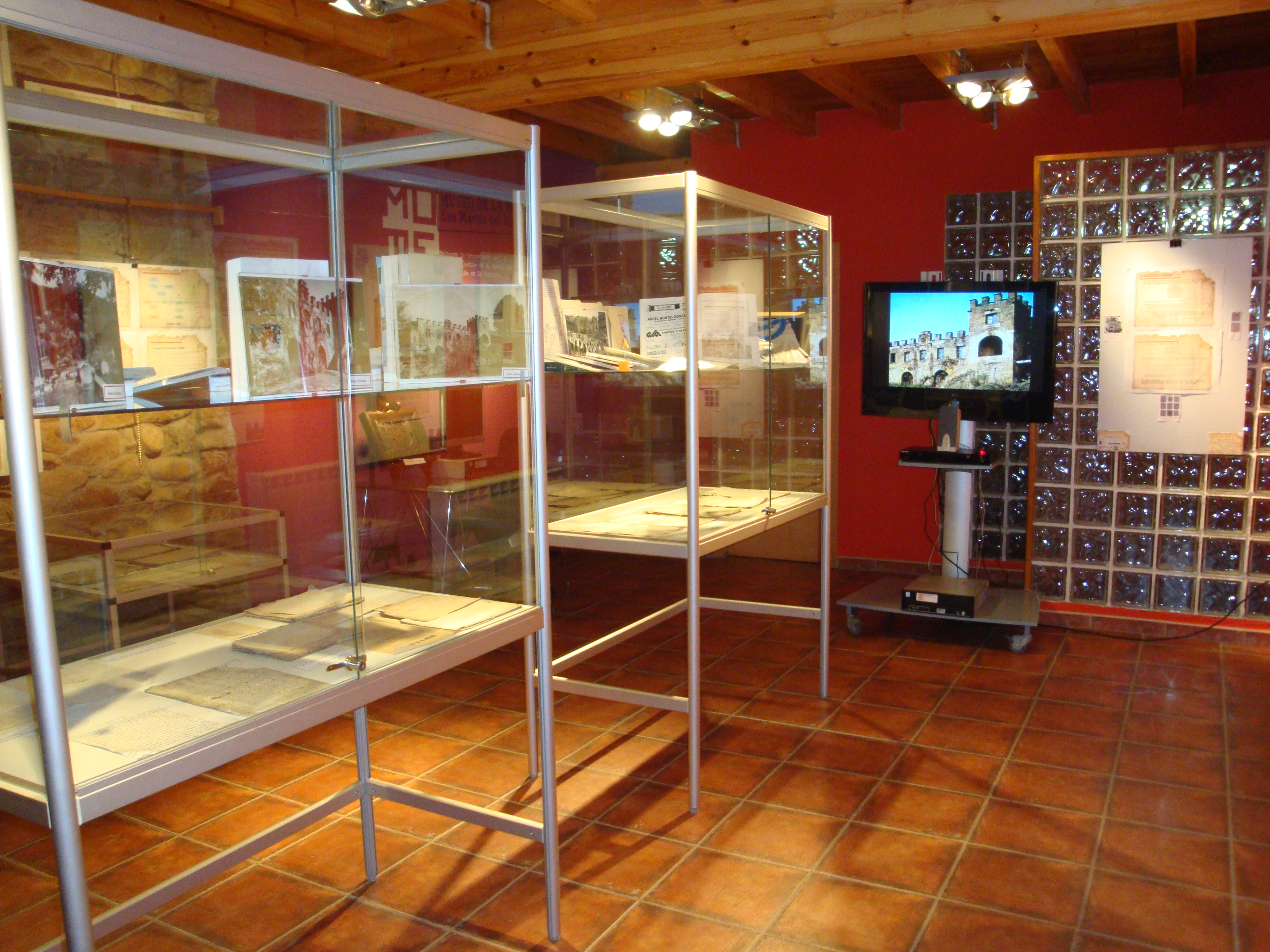
Exposición sobre el Castillo de Blimea en la Casona del Bravial

En febrero de 2014 el ayuntamiento deSan Martín del Rey Aurelio llevó a cabo la organización de una exposición titulada "El Castillo de Blimea. Historia, leyendas, abandono". Se encargó el trabajo a la historiadora Belén González Collado, que trabajó con documentos antiguos donados por un ciudadano anónimo al Museo de la Memoria de San Martín del Rey Aurelio, situado en la Casona del Bravial. La muestra, que pudo visitarse desde el 7 de febrero al 7 de marzo de 2014 en ese centro cultural, realizaba un recorrido por la historia del castillo, desde sus orígenes hasta la actualidad. La exposición estaba estructurada en tres partes: las familias que vivieron en el castillo, la historia del edificio y el escudo. Se hizo una importante recopilación de material bibliográfico relacionado con el castillo: libros, revistas, referencias en prensa, internet. Además la exposición incluyó fotos y recuerdos del castillo que aportaron los propios vecinos de Blimea.[cita requerida]